# 道場鄉
道場鄉是浙江省湖州市吳興區下轄的一個鄉，位於湖州市區南部。東界八里店、和孚、菱湖三鎮，南鄰東林鎮青山，北與市區貼鄰，是湖州城区的南大門。鄉政府駐地杭長橋南路122號。

## 歷史
古屬烏程縣「三碑鄉」，因境內有「墨妙亭」，亭內有北宋湖州太守孫覺集湖州域內包括漢「三費碑」在內的歷代石刻，因而得名。后改名「道場鄉」，以境內有道場山而得名。

## 行政區劃
道場鄉轄8個行政村（2007年），鄉政府駐地為杭長橋南路122號。
- 行政村：道場浜村、錢山下村、塘南村、南墩村、城南村、紅里山村、施家橋村、菰城村。

## 交通
- 長湖申航道
- 東苕溪
- 104國道
- 318國道
- 杭寧高速公路
- 申嘉湖高速公路

## 古跡
- 南郊旅遊風景區（道場山、萬壽寺、古梅花觀、窪樽亭）
- 吳興八景
- 下菰城遺址
- 胡瑗墓
- 陳英士墓